# ケルキラ
ケルキラ (Κέρκυρα / Kérkyra) は、ギリシャ北西部のイオニア諸島・ケルキラ島にある都市。イタリア語・英語名称での「コルフ」でも知られている。ケルキラ島（コルフ島）の主要都市であると同時にケルキラ県（コルフ県）の県庁所在地である。
ヴェネツィア共和国領だったときから重要な地位を占め、今では一大観光地となっている。複数の城を持つこの都市は、「カストロポリス」（Kastropolis, 城塞都市）としても知られている。
2007年には、旧市街が「ケルキラ旧市街」（コルフ旧市街）としてユネスコの世界遺産に登録された。

## 地理

### 地形
ケルキラは、シタデル（Παλαιό Φρούριο、ヴェネツィアの砦）の境界が、自然の渓谷のなかにつくられた人工の掘割によってそこから切り離された、半島の広い場所に立地している。そこでは、海水の入り込む溝が、根元部分で一種のマリーナとして利用されている。
ガリツァ湾に向かう海沿いの散歩道がある。また、リストン (Λιστόν, Liston) と呼ばれるシタデルと町をつなぐ素晴らしい散歩道もある。リストンには、高級レストランやヨーロッパスタイルのビストロが並んでいる。「リストン」は英語の「リスト・オン」(List on) から付いたもので、露店商人の品物のリスト、言い換えればメニューを意味している。

### 気候
ケルキラの気候は地中海性気候である。夏は程よい湿潤さを保った暖かさで、33度に達する。冬は10度を下回らない程度で穏やかである。
| ケルキラの気候                                  | ケルキラの気候 | ケルキラの気候 | ケルキラの気候 | ケルキラの気候 | ケルキラの気候 | ケルキラの気候 | ケルキラの気候 | ケルキラの気候 | ケルキラの気候 | ケルキラの気候 | ケルキラの気候 | ケルキラの気候 | ケルキラの気候   |
| 月                                              | 1月            | 2月            | 3月            | 4月            | 5月            | 6月            | 7月            | 8月            | 9月            | 10月           | 11月           | 12月           | 年               |
| ----------------------------------------------- | -------------- | -------------- | -------------- | -------------- | -------------- | -------------- | -------------- | -------------- | -------------- | -------------- | -------------- | -------------- | ---------------- |
| 最高気温記録 °C （°F）                          | 20.5 (68.9)    | 22.4 (72.3)    | 26.0 (78.8)    | 28.0 (82.4)    | 33.8 (92.8)    | 35.6 (96.1)    | 42.4 (108.3)   | 40.0 (104)     | 37.4 (99.3)    | 31.0 (87.8)    | 25.0 (77)      | 22.0 (71.6)    | 42.4 (108.3)     |
| 平均最高気温 °C （°F）                          | 13.9 (57)      | 14.2 (57.6)    | 16.0 (60.8)    | 19.0 (66.2)    | 23.8 (74.8)    | 28.0 (82.4)    | 30.9 (87.6)    | 31.3 (88.3)    | 27.6 (81.7)    | 23.2 (73.8)    | 18.7 (65.7)    | 15.3 (59.5)    | 21.8 (71.2)      |
| 日平均気温 °C （°F）                            | 9.7 (49.5)     | 10.3 (50.5)    | 12.0 (53.6)    | 14.9 (58.8)    | 19.6 (67.3)    | 23.9 (75)      | 26.4 (79.5)    | 26.3 (79.3)    | 22.7 (72.9)    | 18.4 (65.1)    | 14.3 (57.7)    | 11.1 (52)      | 17.5 (63.5)      |
| 平均最低気温 °C （°F）                          | 5.1 (41.2)     | 5.7 (42.3)     | 6.8 (44.2)     | 9.2 (48.6)     | 12.9 (55.2)    | 16.4 (61.5)    | 18.4 (65.1)    | 18.8 (65.8)    | 16.5 (61.7)    | 13.4 (56.1)    | 9.9 (49.8)     | 6.8 (44.2)     | 11.7 (53.1)      |
| 最低気温記録 °C （°F）                          | −4.5 (23.9)    | −4.2 (24.4)    | −4.4 (24.1)    | 0.0 (32)       | 4.6 (40.3)     | 8.7 (47.7)     | 10.0 (50)      | 11.3 (52.3)    | 7.2 (45)       | 2.8 (37)       | −2.2 (28)      | −2.0 (28.4)    | −4.5 (23.9)      |
| 雨量 mm （inch）                                | 136.6 (5.378)  | 124.6 (4.906)  | 98.1 (3.862)   | 66.7 (2.626)   | 37.0 (1.457)   | 14.1 (0.555)   | 9.2 (0.362)    | 19.0 (0.748)   | 81.3 (3.201)   | 137.7 (5.421)  | 187.4 (7.378)  | 185.6 (7.307)  | 1,097.3 (43.201) |
| 平均降雨日数                                    | 16.1           | 14.6           | 14.5           | 12.9           | 8.0            | 4.9            | 2.3            | 3.4            | 7.0            | 11.8           | 15.7           | 17.5           | 128.7            |
| % 湿度                                          | 75.4           | 74.3           | 73.4           | 72.8           | 69.5           | 63.4           | 60.0           | 62.2           | 70.4           | 74.6           | 77.5           | 77.2           | 70.7             |
| 平均月間日照時間                                | 117.7          | 116.8          | 116.0          | 206.5          | 276.8          | 324.2          | 364.5          | 332.8          | 257.1          | 188.9          | 133.5          | 110.9          | 2,545.7          |
| 出典1：Hellenic National Meteorological Service |                |                |                |                |                |                |                |                |                |                |                |                |                  |
| 出典2：NOAA (extremes and sun 1961−1990)        |                |                |                |                |                |                |                |                |                |                |                |                |                  |

### 統計
- 人口 - 39487人（2001年）
- 面積 - 41.9 km2

## 歴史

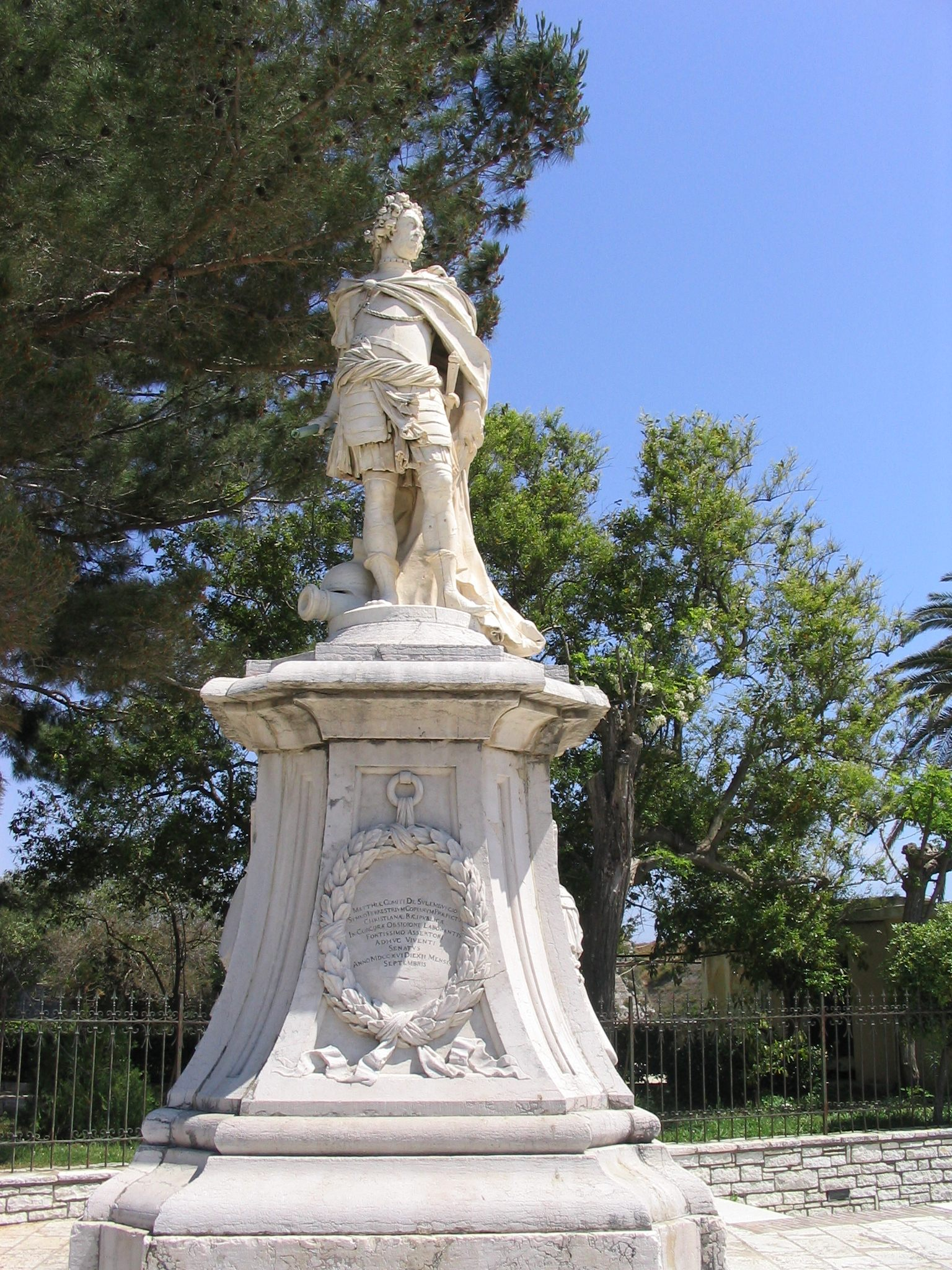
シュレンブルク像

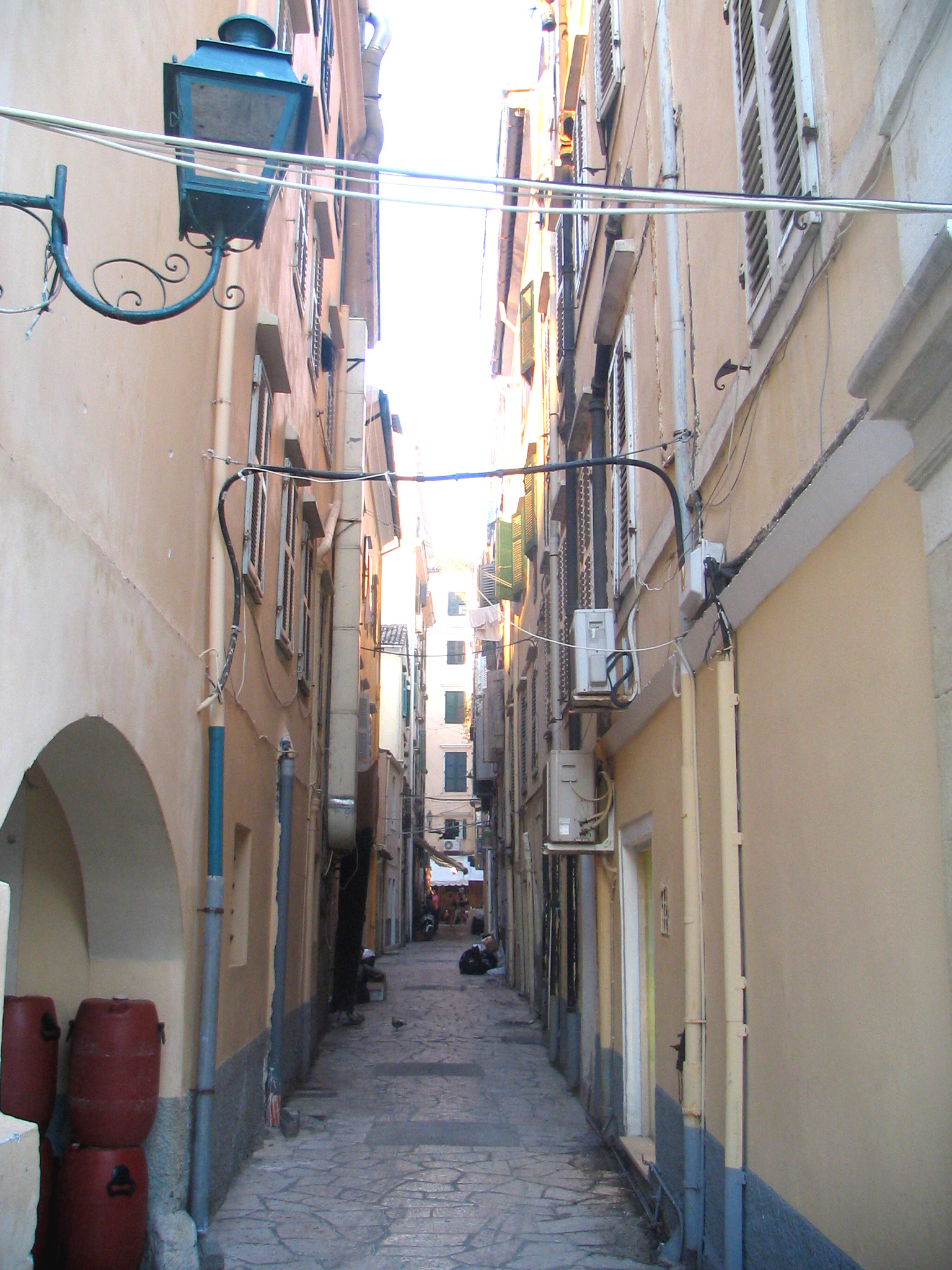
ケルキラの細い街路

フランス語版ウィキペディアの記事fr:Histoire de Corfouも参照のこと。
- 紀元前590年頃 - アルテミスを祀る神殿が建てられたようだが、この頃の遺跡はほとんど残っていない。
- 西暦229年 - ローマ帝国に服従したギリシャのなかで第一位の都市となった。
- 1204年 - ヴェネツィア共和国領となった。
- 1716年 - オスマン帝国の攻囲を受けたが、ヨハン・マティアス・フォン・デア・シューレンブルク (Johann Matthias von der Schulenburg) によって凌いだ。
- 1797年 - ナポレオン軍の手に落ち、カンポ・フォルミオ条約でフランス領となる。ヴェネツィア共和国滅亡。
- 1800年 - イオニア諸島のイオニア七島連邦国の首都となる。
- 1815年 - ウィーン会議により、イギリス保護領イオニア諸島合衆国の首都となる。
- 1864年 - コルフ港使用権を引き続きイギリスが保持する条件で、イオニア諸島がギリシャに引き渡される（ケルキラ島、ギリシャ領となる）。
- 1916年 - 第一次世界大戦で劣勢にあるセルビア軍に避難所を提供するためフランスが一時軍事占領。ユーゴスラビアの連合をうたった「コルフ宣言」が出される（1917）。
- 1923年 - コルフ島事件によってイタリア王国軍に26日間占領される。
- 1944年 - 第二次世界大戦でドイツ・イタリア軍に占領されたが、この年10月にイギリス・ギリシャの部隊が奪回。
- 2007年 - 第31回世界遺産委員会において旧市街が世界遺産に登録された。

## 交通

### 空港
- コルフ国際空港

## 世界遺産
旧市街は要塞化とともに成長してきた。街路はあたかも迷宮のように、舗装された細い道が入り組んでいる。そうしたしばしば曲がりくねっている色鮮やかな通りは、カドゥニャ (καντούνια, kantounia) と呼ばれる。それらのなかで最も古いものは、不規則に配列されていて狭いため、ほとんどで自動車での通行は出来ない。

### 登録基準
この世界遺産は世界遺産登録基準のうち、以下の条件を満たし、登録された（以下の基準は世界遺産センター公表の登録基準からの翻訳、引用である）。
- (1) 人類の創造的才能を表現する傑作。
- (2) ある期間を通じてまたはある文化圏において、建築、技術、記念碑的芸術、都市計画、景観デザインの発展に関し、人類の価値の重要な交流を示すもの。
- (4) 人類の歴史上重要な時代を例証する建築様式、建築物群、技術の集積または景観の優れた例。

## 観光名所

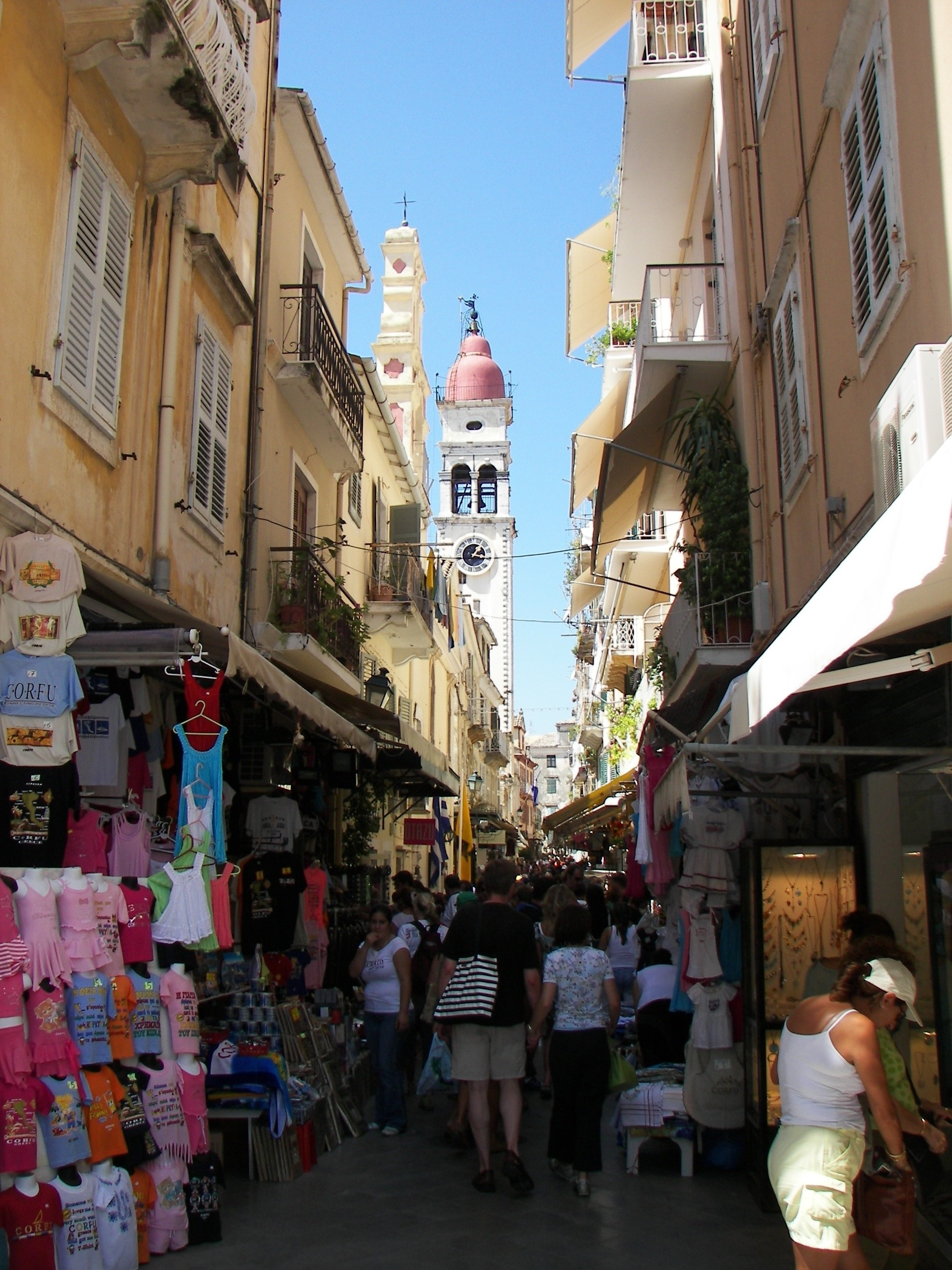
狭い路地と聖スピリドン教会

- 聖スピリドン大聖堂
この大聖堂は、ケルキラの守護聖人である聖スピリドン (Hagios Spyridon) に献堂されたギリシャ正教会の大聖堂である。大聖堂には、銀製の棺の納められ、香油を塗られたスピリドンの聖遺物（遺体）や金・銀の献納箱、多くの古代のイコンなどが残されている。

- シタデル
この町にあるシタデル（城砦）は、東ローマ帝国やヴェネツィア共和国によって強化されていったものである。一部は15世紀にまで遡るが、1537年から1571年の間にトルコに攻撃された際、古い要塞と新しい要塞をつなぐ2つの部分が形成された。さらに3つの部分が出来て城砦は完成した。現在はそれらのうち、アブラム要塞が老人ホームとして、救世主要塞が監獄として転用されている。

- アンチヴォウニオティッサ教会 (Antivouniotissa)
15世紀に立てられた、ケルキラ最古のギリシャ正教会の教会の一つである。この教会にはビザンチン美術の美術館があり、15世紀から18世紀の様々なイコンや図表が展示されている。しかし、同時に、ケルキラで暮らしていたクレタ人たちの作品も展示されている。

- 考古学博物館

## スポーツ
サッカークラブのAOKケルキラが本拠地を置いている。

## ギャラリー

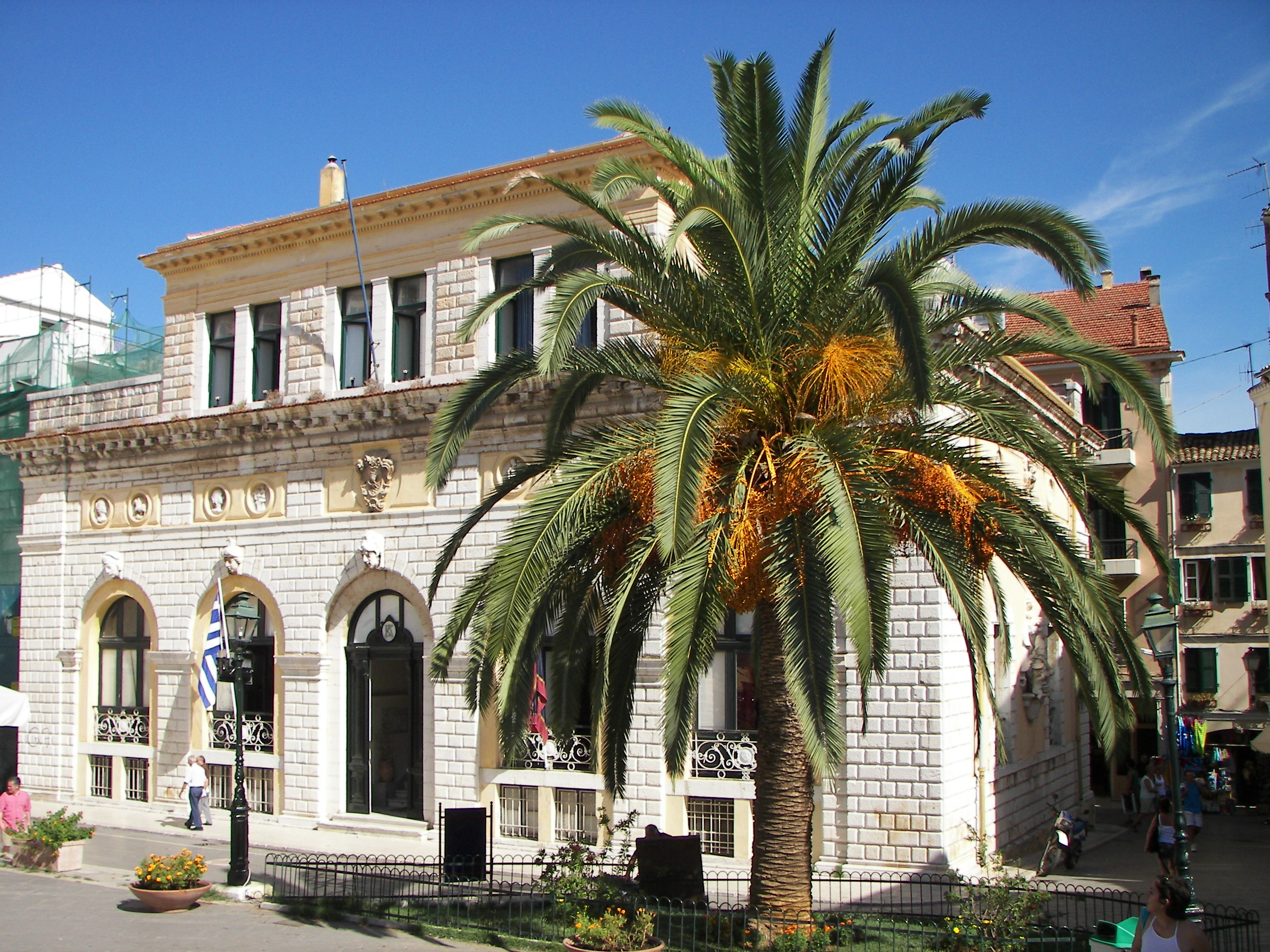
ケルキラの市庁舎
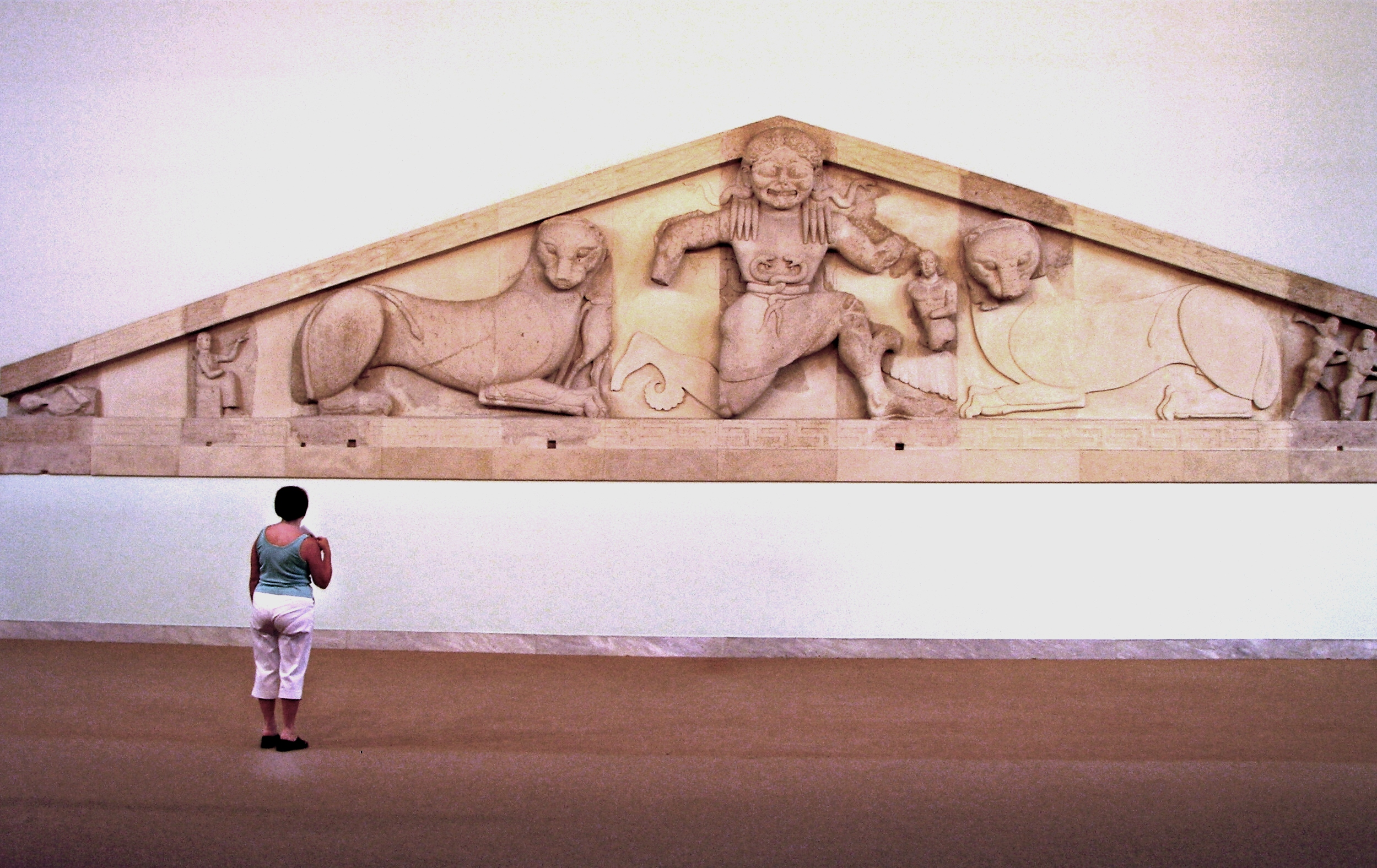
考古学博物館のゴルゴンのレリーフ